# Marián Andel
Marián Andel (* 10. září 1950, Modra) je slovenský politik.

## Život
Marián Andel se narodil 10. září 1950 v Modre. Absolvoval Filozofickou fakultu Univerzity Komenského v Bratislavě. Působil jako pedagog na Slovenské odborové škole v Sládkovičovu. Na přelomu let 1989 a 1990 patřil k zakládajícím členům Slovenské národní strany. Dne 19. května 1990 se zúčastnil na ustavujícím sněmu SNS. V 90. letech působil v straně ve funkci místopředsedy, jakož i ve funkci "čestného předsedy". V prvních svobodných volbách v roce 1990 byl zvolen poslancem SNR za SNS v středoslovenském volebním kraji. Na ustavující schůzi parlamentu byl zvolen za člena předsednictva SNR (předsednictvo mělo 21 členů). V tomto volebním období (1990 - 1992) působil i jako člen Ústavněprávního výboru SNR. V parlamentních volbách v roce 1992 vedl kandidátku SNS v západoslovenském volebním kraji a opět byl zvolen poslancem SNR. Na ustavující schůzi SNR byl zvolen předsedou Výboru SNR pro vzdělání, vědu, kulturu a sport a za člena předsednictva SNR. Jako poslanec podpořil svým hlasem Deklaraci SNR o svrchovanosti SR, jakož i Ústavu SR. Po vládní a parlamentní krizi se na podzim 1993 uskutečnila rekonstrukce vlády a na základě koaliční dohody SNS nominovala do vlády 3 členy. Marián Andel se stal místopředsedou vlády SR pro školství, kulturu, vědu a tělovýchovu.
Po odvolání vlády se v březnu 1994 vrátil do parlamentu a působil ve výboru pro vzdělání, vědu, kulturu a sport. V předčasných parlamentních volbách v roce 1994 byl opět zvolen poslancem NR SR (v západoslovenském volebním kraji). Na ustavující schůzi 3. listopadu 1994 byl zvolen předsedou Výboru NR SR pro vzdělání, vědu, kulturu a sport (ve funkci předsedy výboru ho v lednu 1995 vystřídal Kamil Haťapka). Dne 14. prosince 1994 se stal místopředsedou NR SR. V roce 1998 byl laureátem státního vyznamenání Řád Andreje Hlinky I. třídy za mimořádné zásluhy o vznik samostatné Slovenské republiky. V parlamentních volbách v roce 1998 se počtvrté zstal poslancem NR SR za SNS. 29. října 1998 na ustavující schůzi byl opět zvolen místopředsedou NR SR (tentokrát již za opozici). V roce 2000 byl ze SNS vyloučen a do konce volebního období v roce 2002 působil v parlamentu jako nezávislý. Po odchodu z parlamentu působil jako vysokoškolský pedagog. Působil i jako poslanec městského zastupitelstva v Modre. V předčasných parlamentních volbách v roce 2006 kandidoval do NR SR za SLNKO. Ve volbách do Evropského parlamentu v roce 2014 a ve volbách do NR SR v roce 2016 kandidoval opět za SNS. Manželka Mariána Andela je Oľga Andelová, bývalá poslankyně Sněmovny lidu Federálního shromáždění ČSFR v letech 1990 až 1992.